# Mon Kanar
Mon Kanar était une émission de télévision française pour la jeunesse diffusée sur France 3 du 9 septembre 2002 au 30 décembre 2005.
Présentée par François Pécheux, cette émission était un journal télévisé d'une dizaine de minutes.

## Concept
L'émission proposait des sujets d'actualité ainsi que des reportages conçus par des enfants, prenant ainsi la succession de À toi l'actu@ !.

## Diffusion
Ce journal télévisé destiné aux jeunes était diffusée depuis les studios de France Télévisions du lundi au vendredi de 17h17 à 17h27 du 9 septembre 2002 au 4 janvier 2003.

Du 5 janvier 2003 au 20 avril 2004, l'émission a été diffusée tous les matins à 7h00.

Du 21 avril 2004 au 30 décembre 2005, Mon Kanar est diffusée chaque mercredi à 11h05, avec un format de 26 minutes au lieu de 12. L'émission s'arrêta définitivement le 30 décembre 2005 à la suite des mauvaises audiences de l'émission depuis le changement d'horaire.
Lors du dernier changement d'horaire, l'émission était diffusée au début au sein de l'émission TO3 et ce pendant 2 mois (lors de cette période, le logo de France 3 sur l'écran abordait celui de TO3 et non celui habituel), jusqu'en juin 2004 car TO3 dans sa programmation des grandes vacances 2004 ne l'a pas inclus dans la programmation, et étant donné que TO3 a été remplacé par France Truc le 30 août 2004, le concept fut abandonné et l'émission fut diffusé à nouveau dans sa propre case. 